# The Founder
The Founder (engl. für „Der Gründer“) ist ein US-amerikanischer Film aus dem Jahr 2016. Regie führte John Lee Hancock, das Drehbuch schrieb Robert D. Siegel. In den Hauptrollen sind Michael Keaton, Nick Offerman und John Carroll Lynch zu sehen. Der Film basiert auf der wahren Geschichte von McDonald’s und ihren Gründern Richard und Maurice McDonald und Ray Kroc. Es handelt sich um die Verfilmung des Buches Die wahre Geschichte von McDonald’s.

## Handlung
Ray Kroc ist 1954 als Vertreter für Milchshakemixer nicht besonders erfolgreich. Als ein Restaurant gleich sechs seiner Mixer bestellt, hält er dies zunächst für einen Fehler. Als er daraufhin die Brüder Dick und Mac McDonald anruft, erhöhen diese die Bestellung sogar auf acht Mixer. Um sich selbst ein Bild von dem offenbar sehr erfolgreichen Restaurant der Brüder McDonald zu machen, fährt Ray quer durch die USA nach San Bernardino.
Ray ist fasziniert vom Restaurantkonzept bei McDonald’s: Vor dem Restaurant steht eine lange Schlange an Kunden, doch anders als bei vielen anderen Restaurants holen die Kunden ihr Essen selbst an der Bestelltheke ab – es gibt keine Bedienungen. Das Essen wird in Papiertüten verkauft – es gibt kein Geschirr oder Besteck. Dafür sind die Wartezeiten viel kürzer als bei anderen Restaurants. Mac McDonald zeigt Ray bereitwillig sein Restaurant und erklärt ihm das Konzept. Ray lädt Dick und Mac McDonald zum Essen ein, um deren Geschichte zu hören.
Beim Essen erzählen Dick und Mac ihre Lebensgeschichte, wie sie ihr Drive-In Restaurant in ein Selbstbedienungsrestaurant änderten und wie sie zwischendurch immer wieder Rückschläge einstecken mussten, bis ihr Restaurant endlich erfolgreich war. Ray schlägt den Brüdern McDonald schließlich vor, deren Konzept als Franchise auf viele Restaurants auszuweiten. Die bisherigen Versuche der Brüder McDonald mit Franchiserestaurants waren jedoch nicht erfolgreich.
Ray sieht großes Potential in dem Restaurantsystem und dem von Dick McDonald entworfenen Design für die Restaurants und kann die beiden schließlich davon überzeugen, ihm die Franchiserechte per Vertrag zu überlassen. In dem Vertrag sichern sich die Brüder McDonald umfangreiche Mitspracherechte, damit sie weiterhin die Kontrolle über den Betrieb der Restaurants behalten. Um das Geld für die erste Neueröffnung zu erhalten, verpfändet Ray sein Wohnhaus, da er auf anderem Weg kein Geld von Banken erhalten hat. Für weitere Restaurants wirbt Ray um Geld bei Freunden. Nach den ersten Eröffnungen droht Ray die Kontrolle über die Restaurants zu verlieren, da die Speisekarte nicht überall den Vorgaben der Brüder McDonald entspricht und die Sauberkeit der Lokale mangelhaft ist. Für weitere Restaurants wirbt Ray Betreiberehepaare an, die nicht nur das Geld zur Verfügung stellen, sondern auch das tägliche Geschäft in dem jeweiligen Restaurant organisieren.
Ray ist selten zu Hause und vernachlässigt seine Frau. Bei einem Auswärtstermin lernt er Joan, die Frau eines potentiellen Geschäftspartners, kennen und flirtet mit ihr.
Veränderungen an dem Restaurantkonzept, die Ray vornehmen will, scheitern regelmäßig an dem Widerstand der Brüder McDonald. So möchte Ray die Milchshakes künftig aus Instantpulver herstellen, um Kühlkosten zu sparen. Die Brüder McDonald sind dagegen, doch er übergeht die Brüder schließlich. Ray konnte inzwischen 13 Restaurants eröffnen und wird zunehmend erfolgreicher. Er bekommt dennoch wirtschaftliche Schwierigkeiten, da ihm weder die Restaurants noch andere Vermögenswerte gehören und er laut Vertrag mit den Brüdern McDonald (die zusammen 0,5 % bekommen) nur einen seiner Ansicht nach mit 1,4 % der Nettogewinne niedrigen Anteil von den Restaurantbetreibern erhält. Der Finanzberater Harry Sonneborn schlägt Ray vor, die Grundstücke für die Restaurants selbst zu kaufen und dann an die Restaurantbetreiber zu verpachten. Dadurch soll Ray auch mehr Einfluss auf die Restaurants erhalten. Ray gründet eine neue Firma für die Grundstücksverwaltung, ohne die Brüder McDonald einzubeziehen. Die Brüder McDonald sehen darin einen Verstoß gegen den mit Ray abgeschlossenen Vertrag.
Im Privatleben teilt Ray seiner Frau mit, dass er die Scheidung möchte. Einen Anteil an der Firma dürfe sie gemäß einem Gespräch mit seinem Anwalt nicht bekommen.
Als die Brüder McDonald Ray anrufen, um ihn zur Rede zu stellen, sagt er ihnen auf den Kopf zu, dass sie einen Prozess wohl gewinnen würden, die Kosten für sie aber zu hoch wären. Ray selbst sei landesweit tätig, die Brüder McDonald nur regional. Daraufhin bricht Mac McDonald zusammen. Im Krankenhaus bringt Ray Mac einen Blumenstrauß und einen Blankoscheck, da er McDonald’s kaufen möchte. Schließlich willigen die Brüder McDonald ein, die kompletten Rechte an dem Restaurantkonzept und den Namen McDonald’s für 2,7 Mio. US-Dollar und einen Anteil von 1 % an den künftigen Einnahmen an Ray zu verkaufen. Der Anteil an den künftigen Einnahmen soll beim Vertragstermin kurzfristig nicht im Vertrag stehen, sondern per Handschlag besiegelt werden, da eine Investorengruppe angeblich Ray die Finanzierung streichen würde, wenn es im Vertrag stünde.
Die Brüder McDonald dürfen ihr Restaurant in San Bernardino behalten, den Namen „McDonald’s“ dürfen sie dafür jedoch für sie überraschend nicht weiter verwenden. Nach der Übernahme eröffnet Ray direkt gegenüber dem Restaurant der Brüder McDonald ein eigenes Restaurant und treibt deren Restaurant dadurch schließlich in den Konkurs. Ray ging es nicht nur um das erfolgversprechende Restaurantkonzept der Brüder McDonald, sondern auch um die Verwendung des Namens „McDonald’s“ für seine Restaurants. Dies geht auf einen Einwand von Dick McDonald zurück, der unmittelbar vor der Vertragsunterzeichnung Ray zu Rede stellt, warum er sich diese juristische Mühe überhaupt mache. Die Brüder hätten ihm alle Geheimnisse ihres Konzepts aus freiem Willen gezeigt; Ray hätte es einfach nur kopieren müssen. Ray entgegnet, dass der Name entscheidend sei. „McDonald’s“ stünde für einen viel familiäreren Klang als sein eigener, slawischer Herkunft entspringender Name Kroc.
Am Ende sieht man Ray mit Joan, die er inzwischen geheiratet hat, wie er sich auf eine Rede bei Gouverneur Reagan vorbereitet. Im Abspann wird eingeblendet, dass die Brüder McDonald nie ihre Anteile aus dem Handschlag-Vertrag erhielten.

## Rezeption
„Es ist ein Film über die widerstrebenden Kräfte des amerikanischen Unternehmergeistes, vielleicht auch über seinen Wandel: auf der einen Seite die harte und ehrliche, vom Innovationsgeist beflügelte Arbeit, die den Traum vom Tellerwäscher zum Millionär wahrmachen konnte; auf der anderen die schrankenlose Gier des Superkapitalisten, der ‚statt in großen Dimensionen in gigantischen, in Science-Fiction-Größenordnungen denkt‘, wie das der Drehbuchautor Robert Siegel in Los Angeles formulierte.“

„Hancock erzählt diese amerikanische Erfolgsgeschichte ohne antikapitalistische Posen oder bitteren Zynismus. Sicher, ein Drehbuchautor wie Aaron Sorkin, der mit Steve Jobs und The Social Network die Gründungsmythen des Silicon Valley dekonstruiert hat, hätte den Stoff vermutlich schärfer angebraten. Hancock setzt auf Ambivalenz und einen geschmeidigen Erzählton, der sich fast wohlig an die pastellfarbenen Heile-Welt-Klischees der fünfziger Jahre schmiegt.“